# Alte Schulstraße 18, 20, 22

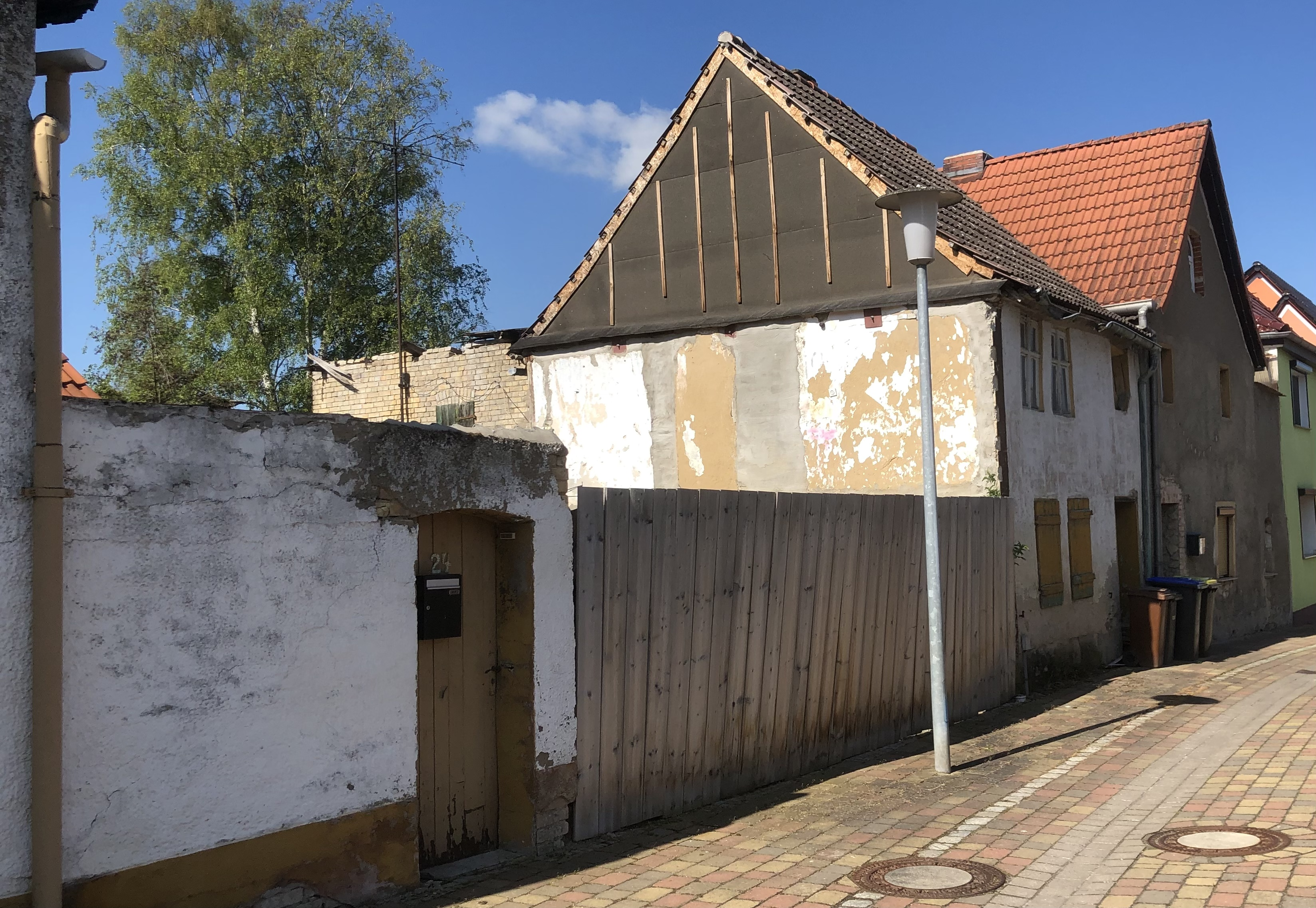
Alte Schulstraße 18, 20, 22 (von rechts nach links) im Jahr 2022

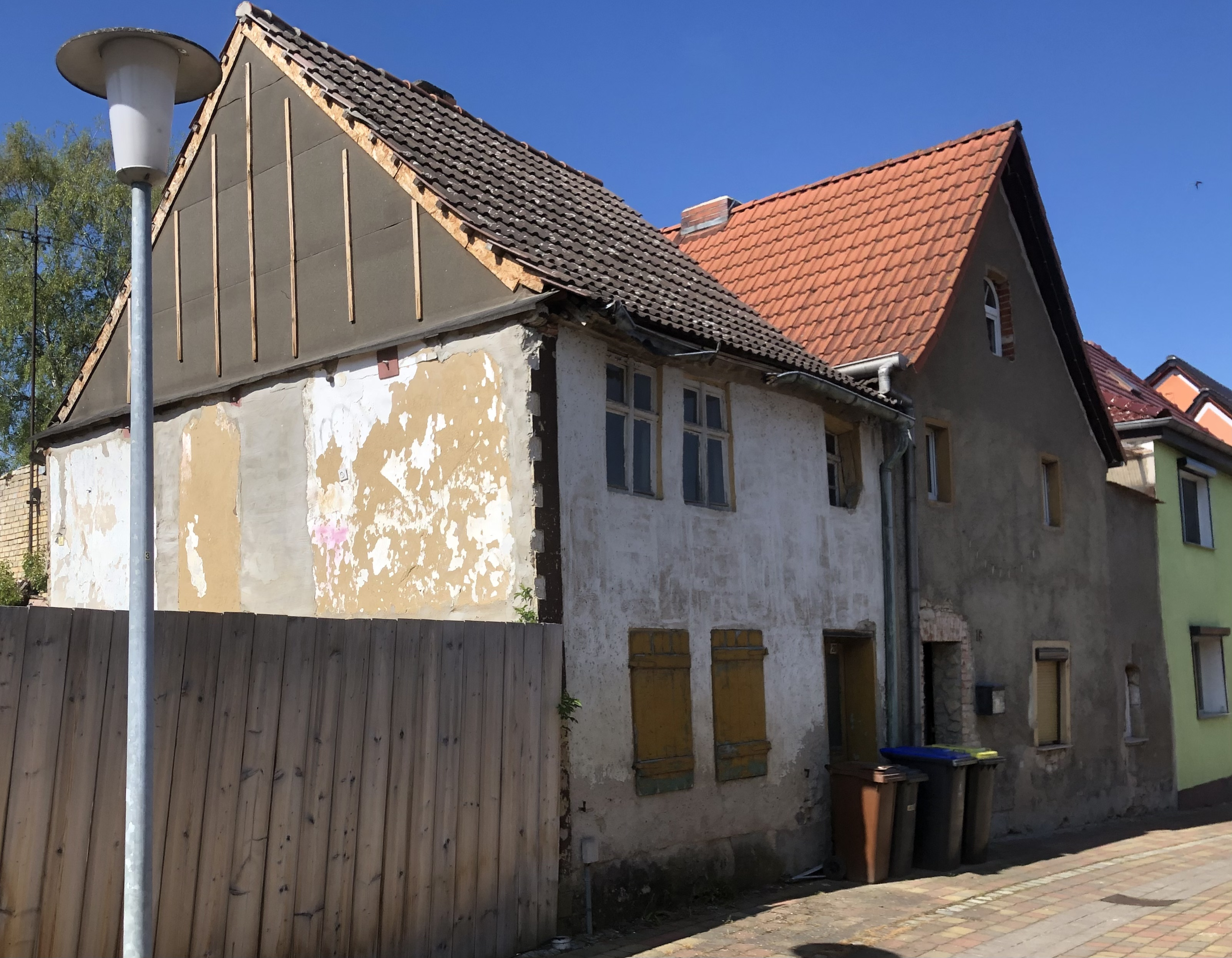
Blick auf die Häuser 18 und 20

Alte Schulstraße 18, 20, 22 ist die Bezeichnung eines denkmalgeschützten Straßenzugs in Cochstedt in Sachsen-Anhalt.

## Lage
Der Bereich umfasst drei Grundstücke auf der Südseite der Alten Schulstraße im Ortszentrum des zur Stadt Hecklingen gehörenden Ortsteils Cochstedt. In der Vergangenheit bestand die Adressierung Schulstraße 18, 20, 22.

## Architektur und Geschichte
Die drei zum Denkmalbereich gehörenden, jeweils zweigeschossigen und verputzten Häuser gehen auf das 18. bzw. 19. Jahrhundert zurück und stellen einen weitgehend unveränderten Rest der vorstädtischen Bebauung Cochstedts dar. Während das Haus Nummer 18 giebelständig zur Straße angeordnet ist, waren Nummer 20 und 22 traufständig ausgeführt. Anfang des 21. Jahrhunderts wurde das östlichste der Gebäude, das Haus Nummer 22 abgerissen. Zum Denkmal gehörte auch die Straßenpflasterung, die jedoch Anfang des 21. Jahrhunderts erneuert wurde.
Im örtlichen Denkmalverzeichnis ist die Straßenzeile unter der Erfassungsnummer 094 16502 als Denkmalbereich eingetragen.